# Shovel Headed Kill Machine
Albums de Exodus
Tempo of the Damned
(2004) Atrocity Exhibition: Exhibit A
(2007)
Shovel Headed Kill Machine est le septième album du groupe Exodus sorti en 2005.
C'est le premier enregistré avec le chanteur Rob Dukes, le guitariste Lee Altus et le batteur Paul Bostaph (ce dernier quittera le groupe après cet album)

## Liste des titres
1. Raze - 4:17
2. Deathamphetamine - 8:33
3. Karma's Messenger - 4:15
4. Shudder To Think - 4:50
5. I Am Abomination - 3:25
6. Altered Boy - 7:37
7. Going Going Gone - 5:00
8. Now The Death Day Come - 5:13
9. 44 Magnum Opus - 6:57
10. Shovel Headed Kill Machine - 2:56